# Rhoicinus wallsi
Rhoicinus wallsi är en spindelart som beskrevs av Harriet Exline 1950. Rhoicinus wallsi ingår i släktet Rhoicinus och familjen Trechaleidae.
Artens utbredningsområde är Ecuador. Inga underarter finns listade i Catalogue of Life.